# Time Sport
 (décembre 2021).

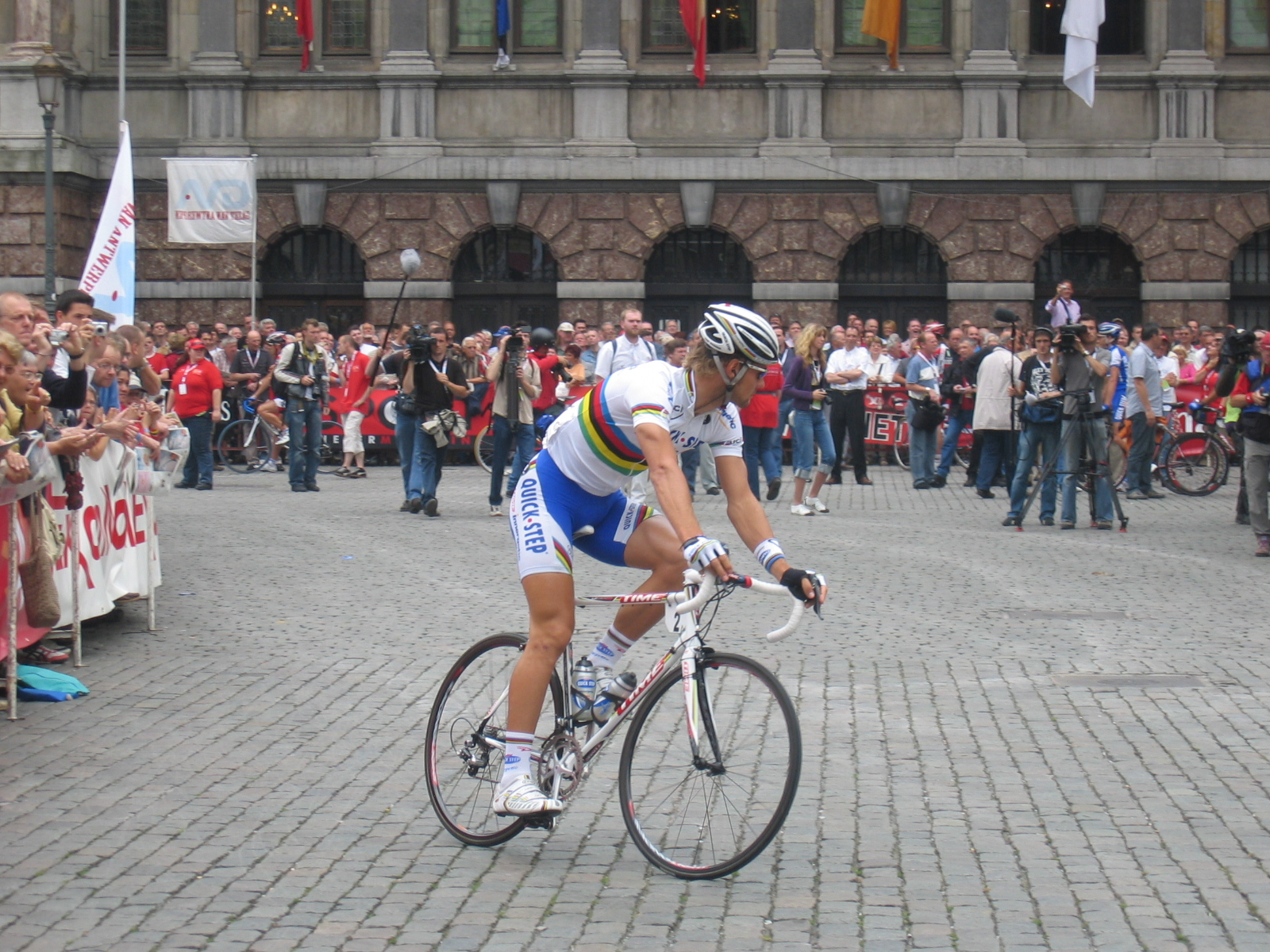
Tom Boonen sur un vélo de l'entreprise en 2006.

TIME, entreprise fondée en 1987 par Roland Cattin, avec son beau-père Jean Beyl, est un fabricant et équipementier cycliste haut de gamme originaire de Nevers, en France, connu pour ses cadres en carbone et ses pédales automatiques.
Racheté par Rossignol en 2016, TIME est de nouveau en vente en 2020. Début 2021, les parties cadres et pédales sont séparées lors du rachat : SRAM rachète l'activité pédales tandis que Cardinal Cycling Group rachète l'activité cadres et vélo.

## Préambule
TIME est une ancienne marque française exploitée par deux sociétés distinctes :
- TIME Bicycles appartenant à Cardinal Cycling Group (CCG) depuis 2021[2] ;
- TIME Sport, pour les pédales de bicyclette appartenant à SRAM depuis 2021[2].

## Histoire
Time Sport est fondée en 1987 à Nevers, en France, par Roland Cattin, en commençant par la fabrication de pédales automatiques. Il se lance dans l'aventure avec un spécialiste, Jean Beyl, son beau-père, qui a cédé quelques années plus tôt sa précédente entreprise, Look, à Bernard Tapie.
C'est en 1988 que TIME commercialise sa première pédale disposant d'un mécanisme novateur[source secondaire souhaitée] réduisant l'épaisseur de pédale et intégrant pour la première fois la notion de jeu angulaire et latéral dans le mécanisme ayant pour but principal de réduire les risques articulaires liés à l'utilisation de pédales automatiques. Ainsi TIME se positionna comme pionnier dans le confort au pédalage pour les cyclistes.

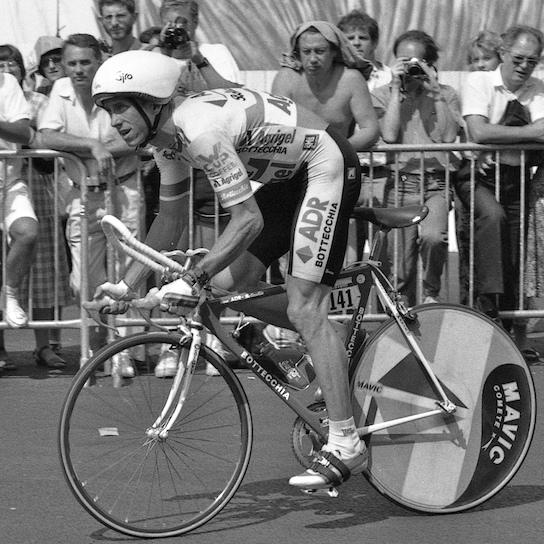
Greg LeMond lors de Tour de France 1989 sur ses pédales TIME.

La même année, TIME se lance dans la confection de chaussures intégrants les cales spécifiques à la marque et augmentant les performances de leurs produits[source secondaire souhaitée].
À partir de 1991, TIME commence à s'intéresser à la pratique naissante du VTT mais c'est en 1995 que TIME commercialise de nouvelles pédales équipées d'une technologie propice à cette utilisation. La pédale ATAC (Auto Tension Adjustment Concept).
En 1993, TIME se diversifie[source secondaire souhaitée] vers les cadres en composite de carbone utilisant le moulage par transfert de résine (RTM) dans son usine de Vaulx-Milieu, dans l'Isère.
En 2008, le siège social de l'entreprise est déplacé de Nevers vers son usine de cadre à Vaulx-Milieu.
Les années suivantes sont moins glorieuses pour la marque qui est confrontée à de nombreuses difficultés financières. L'année 2014 est particulièrement compliquée pour la marque qui en plus des difficultés économiques doit faire face au décès de son fondateur et directeur Roland Cattin.
En février 2016, Rossignol rachète TIME Sport. La même année, le siège de l'entreprise est déplacé de Vaulx-Milieu à Voreppe dans l'Isère près du siège du groupe Rossignol. Durant quatre années Rossignol va essayer de relancer l'activité de TIME, plusieurs restructurations sont menés mais finalement en 2020, l'entreprise annonce vouloir se séparer de TIME.
En février 2021, Cardinal Cycling Group rachète la partie vélo tandis que SRAM rachète la partie pédales.
La compagnie est désormais divisée en deux entités distinctes ayant pour seul lien le nom.
L'activité cycle est alors dénommée TIME Bicycles tandis que l'activité pédale demeure TIME Sport.

## Produits
TIME produit principalement des pédales automatiques de vélo de route et VTT ainsi que des cadres et périphériques en carbone pour vélo de route (fourches, potences, cintres, etc.). La compagnie produit également des accessoires et des produits textiles pour le cycle.
Entre 1987 et 1993, la compagnie produit exclusivement des pédales automatiques ainsi que des chaussures destinées à la pratique du vélo de route.
Afin de rendre encore meilleure l’utilisation de ses produits, TIME crée sa propre ligne de chaussures de vélo. Ces dernières développées autour de leurs pédales intègrent une technologie de fixation des cales dite « TBT » pour « Time Bioposition Technology ».
Quelques années plus tard, au début des années 1990, TIME créera la technologie TWT « Time Walking Technology » comme nouveau type de semelle.
Cette fois-ci, cette technologie sera plutôt destinée à la pratique loisir. Grâce à ce type de semelle, la marche du cycliste s’en trouvera simplifiée puisque cette semelle intégrera la cale dans la semelle.
En 1993, TIME se diversifie en créant ses propres cadres et périphériques en carbone.

## Production

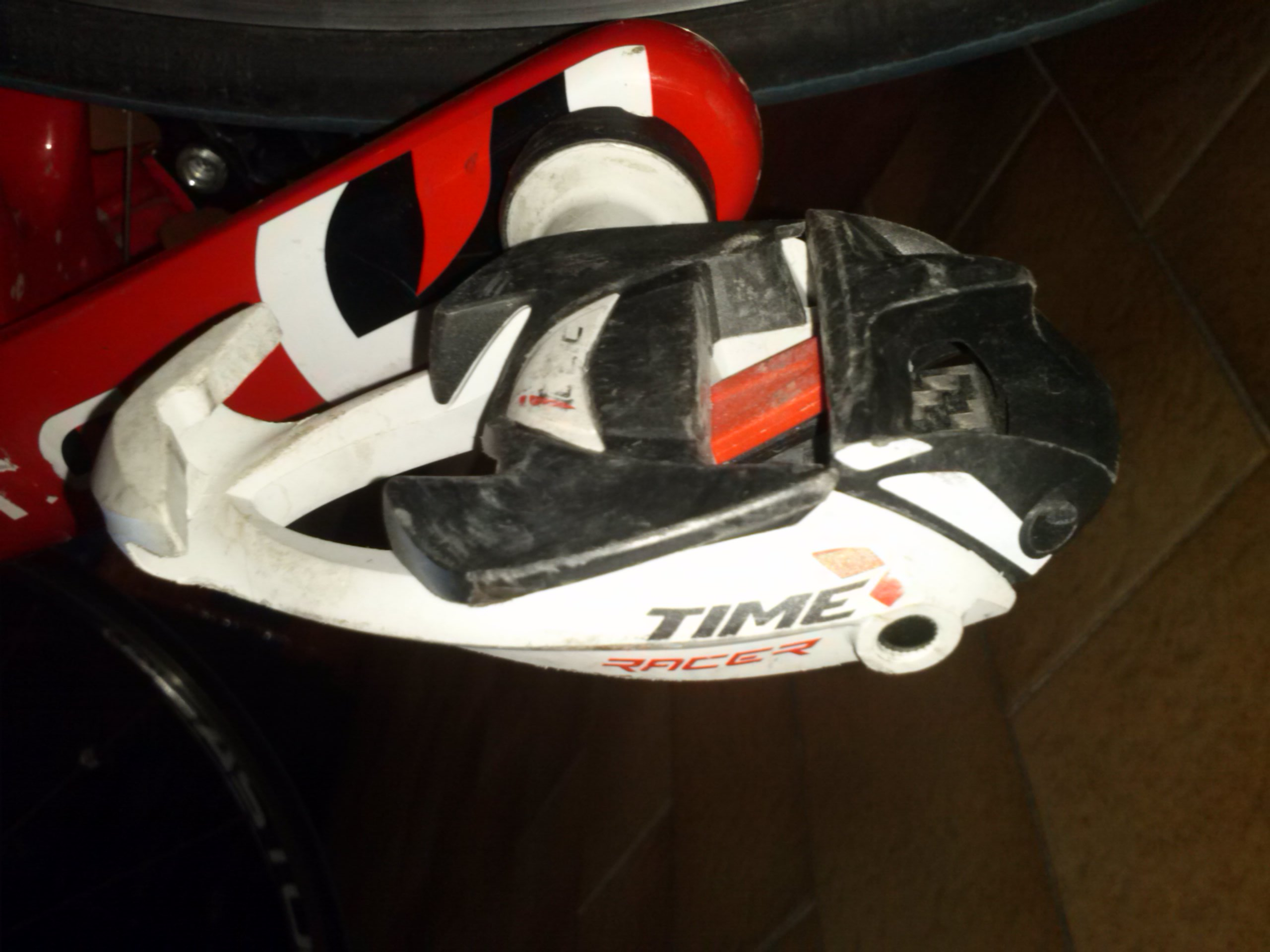
Pédales TIME I-Clic.

Les pédales TIME ont d’abord été produites à Nevers puis à Varennes-Vauzelles (58), à la suite du rachat de la société par Rossignol en 2016, la production a été ramenée dans l’usine Look Fixation de Nevers. Pour finalement être transférée au Portugal, à Coimbra à la suite du rachat de la société par SRAM en 2021.
Les vélos de la marque ont également vues le jour à Nevers pour ensuite être produits sur Vaulx-Milieu (38) et Gajary (en Slovaquie) puis Voreppe (38) et Gajary sous l’ère Rossignol pour finalement être exclusivement produits à Gajary depuis le rachat par CCG en 2021.

## Sponsoring

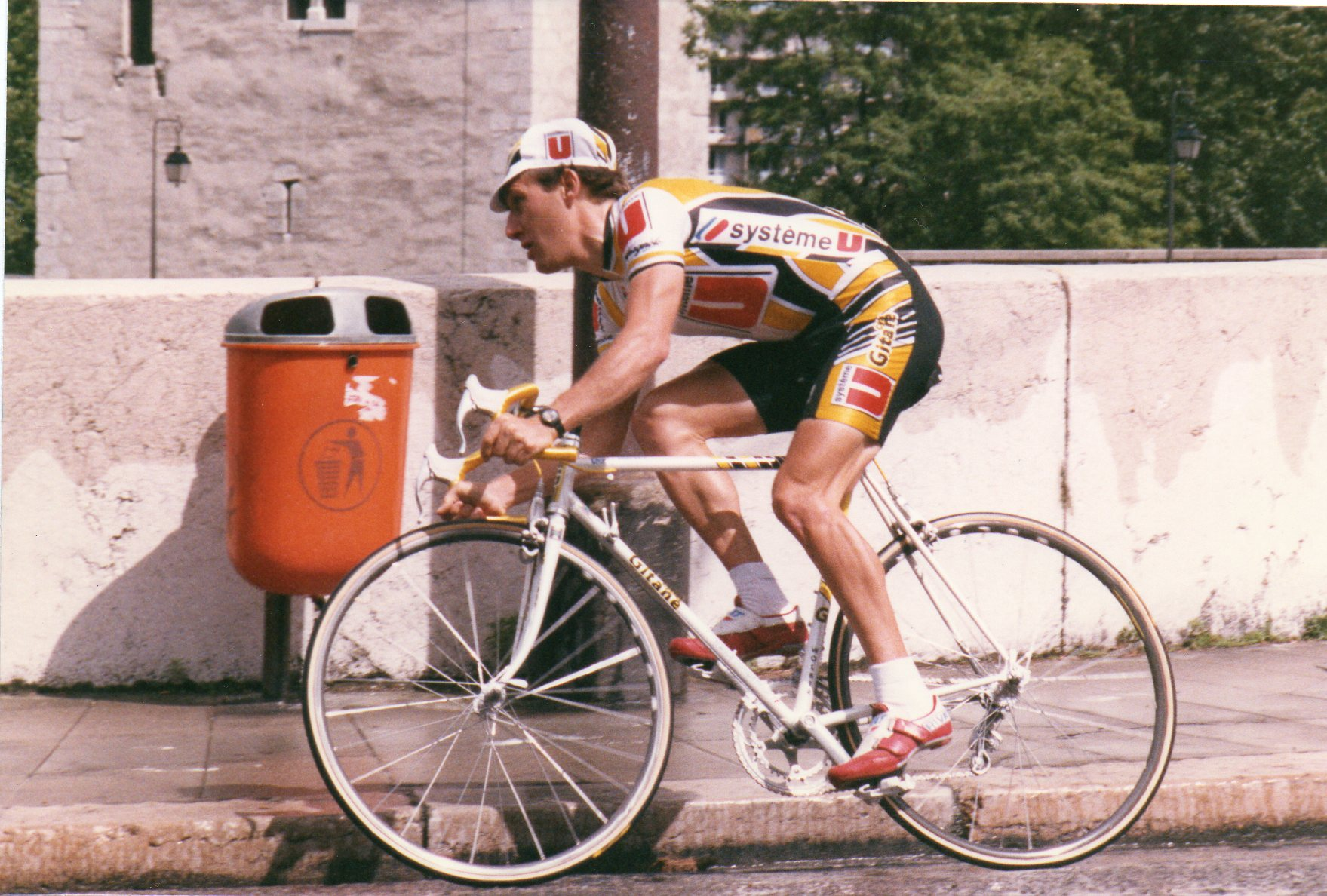
Charly Mottet sur ses pédales TIME lors du dauphiné 1988.

En dehors du sponsoring d'équipes comme AG2R La Mondiale, TIME a aussi supporté des athlètes/personnalités de renom tels que Bixente Lizarazu, Marion Rousse, Martin Fourcade ou encore Teddy Riner.

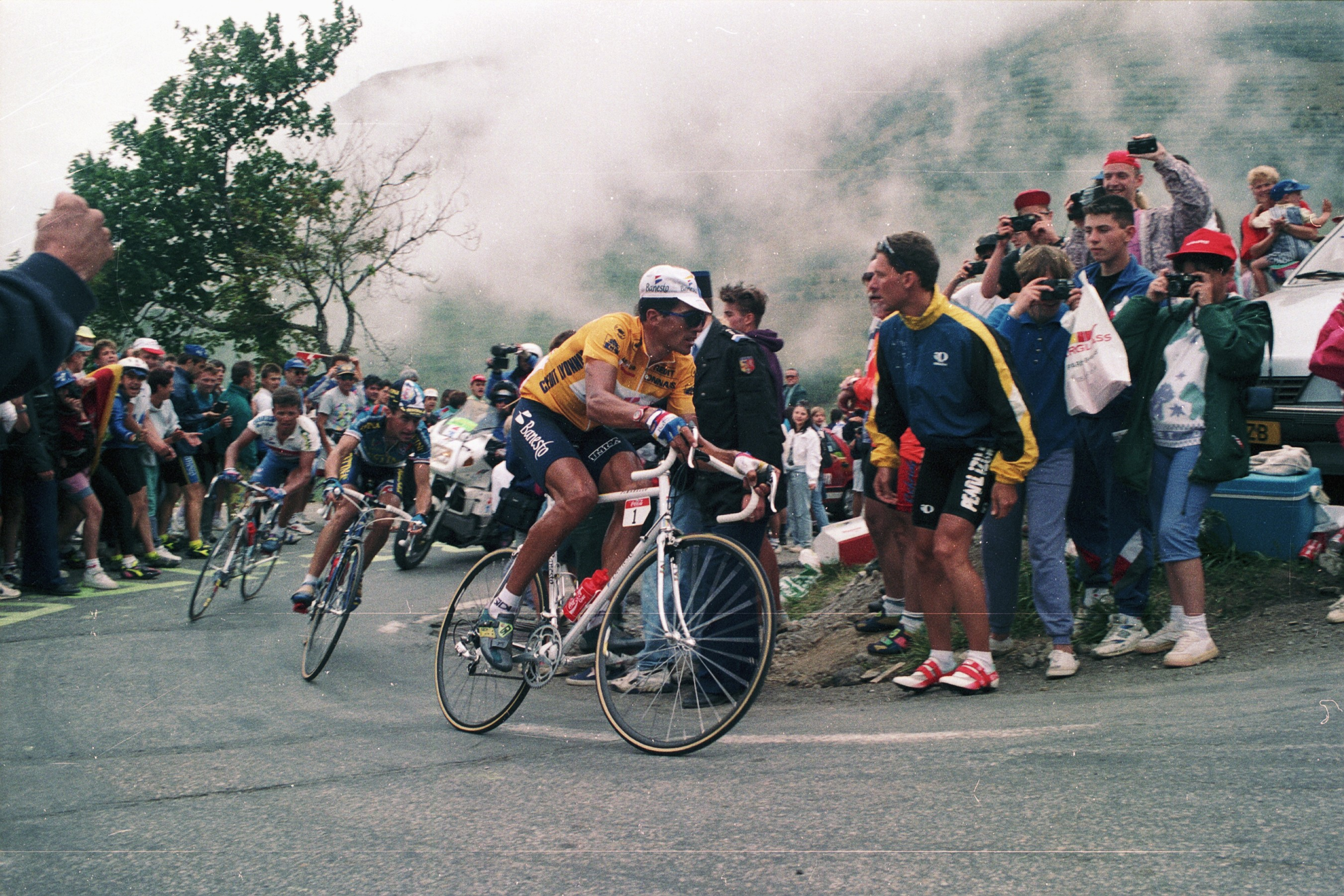
Miguel Indurain lors du Tour de France 1994 sur ses pédales TIME.

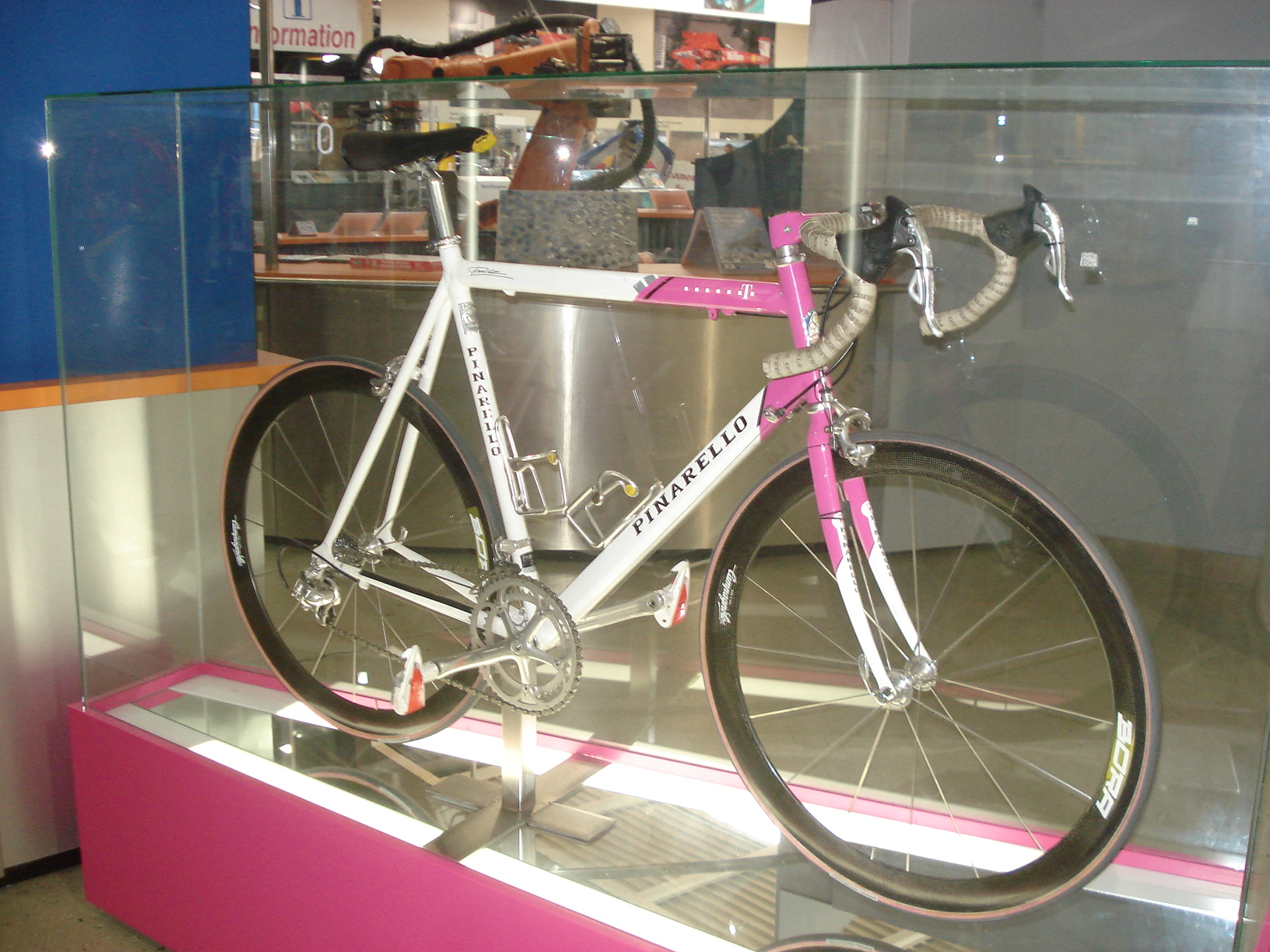
Vélo de Jan Ullrich en 1997 équipé des pédales TIME équipe Pro.

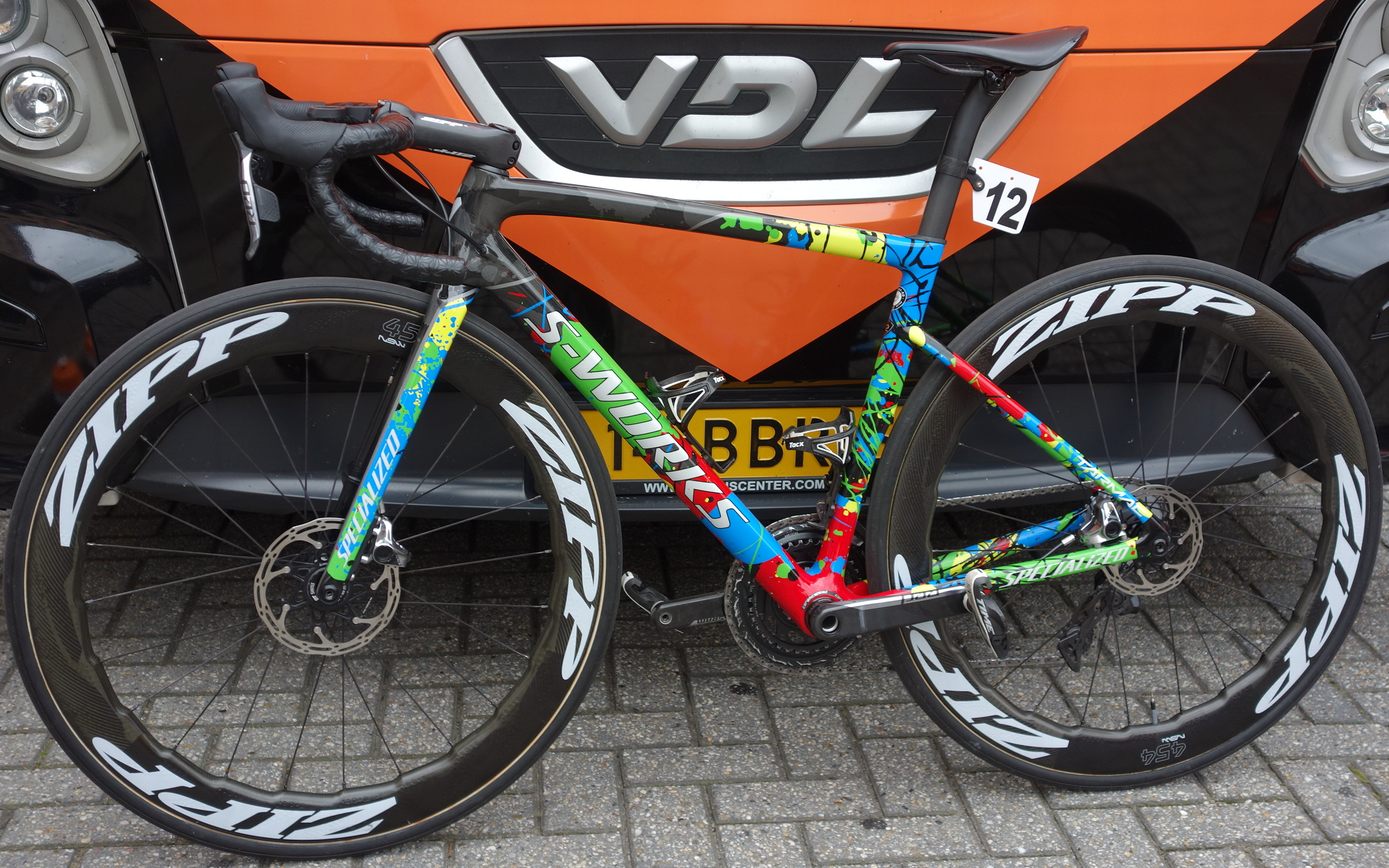
Vélo d'Anna van der Breggen en 2019 équipé de pédales TIME XPro15.

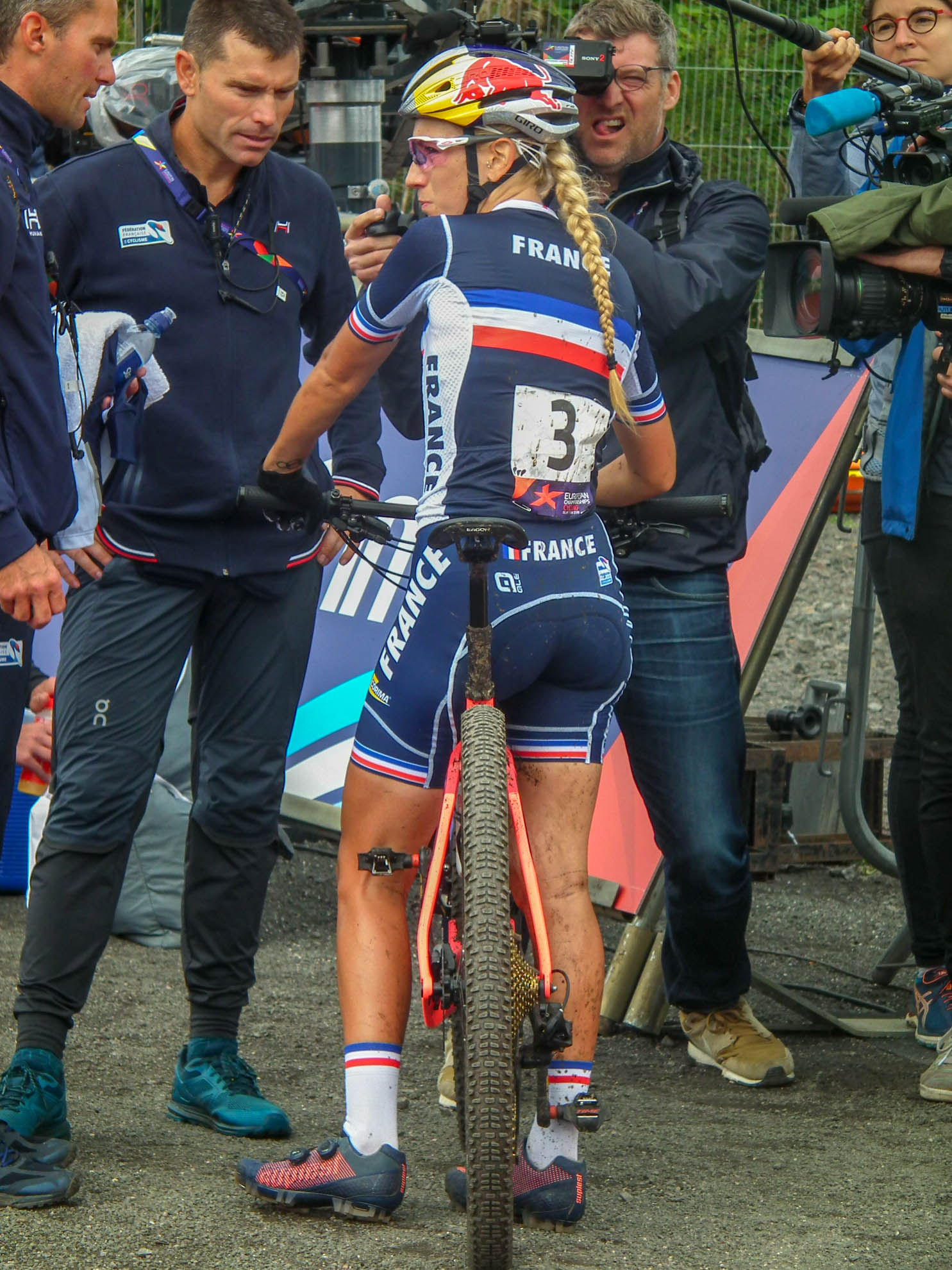
Pauline Ferrand-Prévot en 2018 sur ses pédales TIME Atac XC.

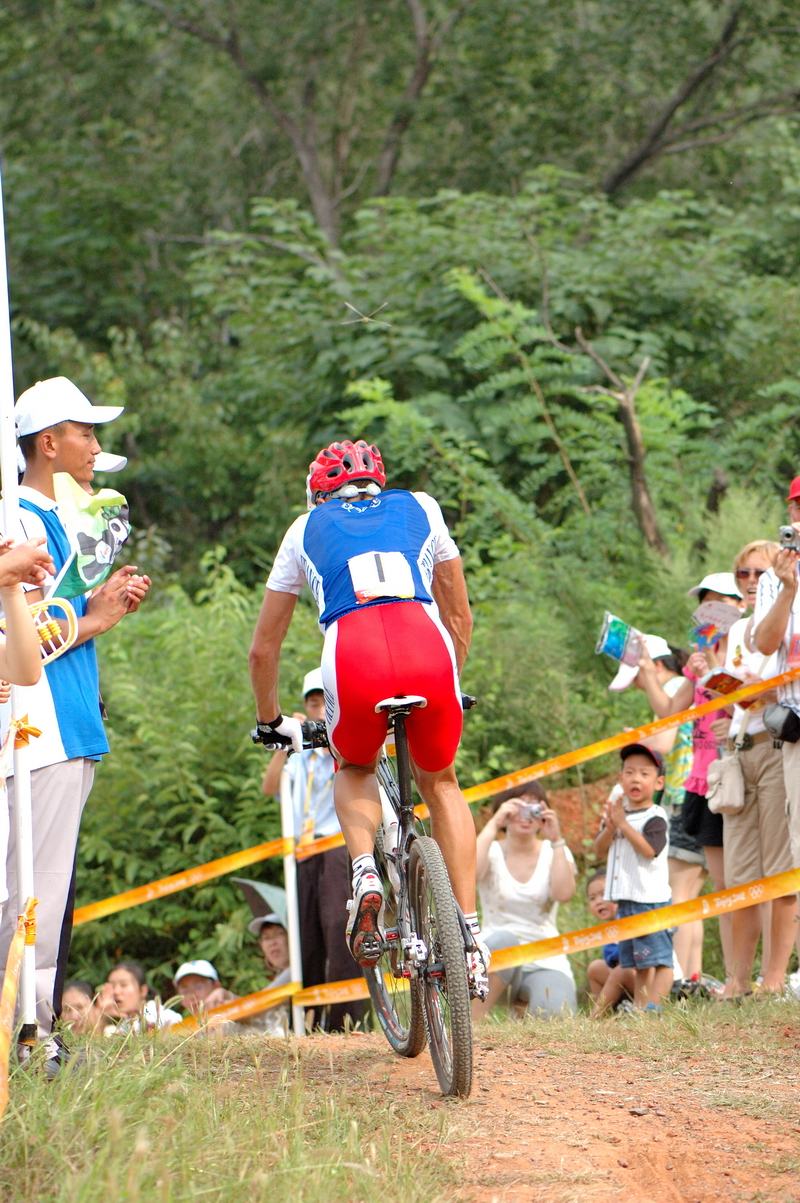
Julien Absalon sur ses pédales TIME Atac XS en 2008.

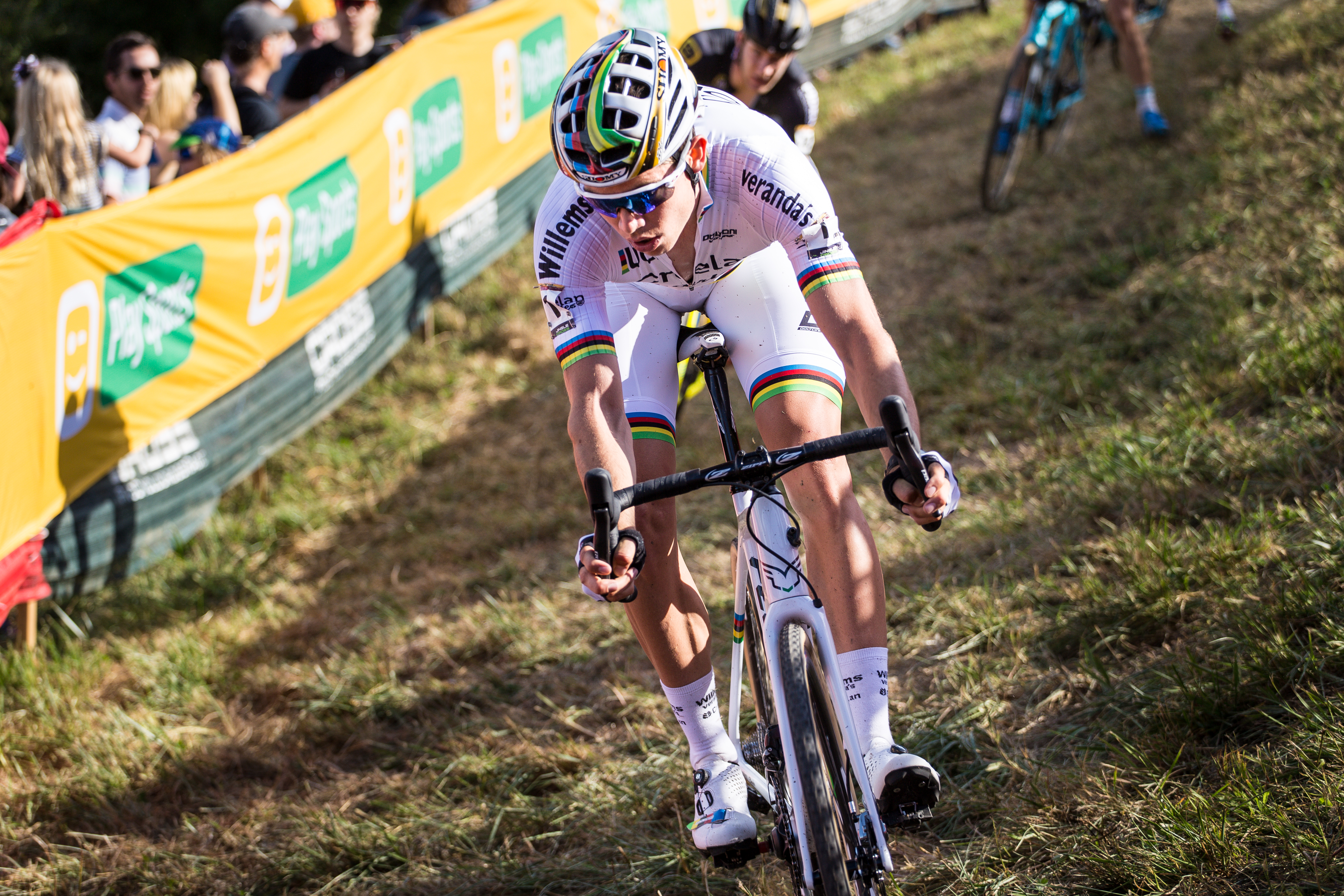
Wout van Aert sur ses pédales TIME Atac XC en 2017.